# 6-pentyl-2-pyron
6-pentyl-2-pyron (6PP) of meer triviaal: 6-Amyl-α-pyron is een onverzadigd lacton. Het bevat twee dubbele bindingen in de ring en een pentylsubstituent op het koolstof-atoom naast het zuurstof-atoom in de ring. Het is een kleurloze vloeistof met een duidelijk kokosnoot-aroma. Het is een natuurproduct van Trichoderma-soorten. Het wordt gevonden in diervoeding, perzikken (Prunus persica) en verhit rundvlees.

## Reacties
Chemisch kan 6PP omgezet worden in een lineair keton via ringopening en decarboxylering in aanwezigheid van water. Het gevormde keton kan vervolgens in een aldolreactie omgezet worden in C14/C15 synthons. Onder verwarming, met een Pd/C-katalysator en  mierenzuur, worden de dubbele bindingen in de ring gereduceerd, waarbij de geurstof δ-decalacton ontstaat. Met sterke reductiemiddelen als LiAlH4 worden de dubbele bindingen in de ring gereduceerd, maar ook de esterbinding waarbij decaan1,5-diol ontstaat.